# Искренность
И́скренность — один из аспектов честности, правдивости, отсутствие противоречий между реальными чувствами и намерениями в отношении другого человека (или группы людей) и тем, как эти чувства и намерения преподносятся ему на словах.
Важнейший признак неискренности — несогласованность между словесными заявлениями и невербальными знаками (жестами, мимикой, интонацией), которые говорящий не всегда может контролировать.
Обычно искренность расценивается как положительное качество. Однако искренность вступает в противоречие с вежливостью, с нормами западного этикета, которые ограничивают высказывание «в глаза» негативных оценок, могущих быть обидными или оскорбительными с точки зрения собеседника. С точки зрения бусидо подобное отсутствие искренности считается лицемерием.
По данным исследования, опубликованном в Journal of the Academy of Marketing Science, искренность ассоциируется с белым, розовым и желтым цветом (цвета расположены в порядке убывания положительной корреляции.
Американская писательница, профессор и исследователь социальной работы Брене Браун полагает, что стыд препятствует человеку в проявлении искренности. Преподаватели социальной работы Дин Х. Хепворт, Рональд Х. Руни, Джейн Лоусон определяют искренность как «личностное общение, отличающееся естественностью, чистосердечием, непринуждённостью, открытостью и подлинностью».